# Prieska (Sudafrica)
Prieska è un centro abitato del Sudafrica, situato nella provincia del Capo Settentrionale. 
Gli è stato dedicato l'asteroide 1359 Prieska.